# Danh sách loài nhện trong họ Oonopidae
Danh sách các loài nhện trong họ Oonopidae.

## Anophthalmoonops
Anophthalmoonops Benoit, 1976
- Anophthalmoonops thoracotermitis Benoit, 1976 *

## Antoonops
Antoonops Fannes & Jocqué, 2008
- Antoonops bouaflensis Fannes & Jocqué, 2008
- Antoonops corbulo Fannes & Jocqué, 2008 *
- Antoonops iita Fannes & Jocqué, 2008
- Antoonops nebula Fannes & Jocqué, 2008

## Aprusia
Aprusia Simon, 1893
- Aprusia strenuus Simon, 1893 *

## Aridella
Aridella Saaristo, 2002
- Aridella bowleri Saaristo, 2002 *

## Australoonops
Australoonops Hewitt, 1915
- Australoonops granulatus Hewitt, 1915 *

## Blanioonops
Blanioonops Simon & Fage, 1922
- Blanioonops patellaris Simon & Fage, 1922 *

## Brignolia
Brignolia Dumitrescu & Georgescu, 1983
- Brignolia cubana Dumitrescu & Georgescu, 1983 *
- Brignolia recondita (Chickering, 1951)

## Caecoonops
Caecoonops Benoit, 1964
- Caecoonops apicotermitis Benoit, 1964
- Caecoonops cubitermitis Benoit, 1964 *

## Calculus
Calculus Purcell, 1910
- Calculus bicolor Purcell, 1910 *

## Camptoscaphiella
Camptoscaphiella Caporiacco, 1934
- Camptoscaphiella hilaris Brignoli, 1978
- Camptoscaphiella infernalis Harvey & Edward, 2007
- Camptoscaphiella silens Brignoli, 1976
- Camptoscaphiella sinensis Deeleman-Reinhold, 1995
- Camptoscaphiella strepens Brignoli, 1976
- Camptoscaphiella tuberans Tong & Li, 2007

## Cousinea
Cousinea Saaristo, 2001
- Cousinea keeleyi Saaristo, 2001 *

## Coxapopha
Coxapopha Platnick, 2000
- Coxapopha bare Ott & Brescovit, 2004
- Coxapopha carinata Ott & Brescovit, 2004
- Coxapopha diblemma Platnick, 2000 *
- Coxapopha yuyapichis Ott & Brescovit, 2004

## Decuana
Decuana Dumitrescu & Georgescu, 1987
- Decuana hispida Dumitrescu & Georgescu, 1987 *

## Diblemma
Diblemma O. P.-Cambridge, 1908
- Diblemma donisthorpei O. P.-Cambridge, 1908 *

## Dysderina
Dysderina Simon, 1891
- Dysderina abdita Chickering, 1968
- Dysderina belinda Chickering, 1968
- Dysderina bimucronata Simon, 1893
- Dysderina caeca Birabén, 1954
- Dysderina capensis Simon, 1907
- Dysderina concinna Chickering, 1968
- Dysderina craneae Chickering, 1968
- Dysderina desultrix (Keyserling, 1881)
- Dysderina dura Chickering, 1951
- Dysderina furtiva Chickering, 1968
- Dysderina globina Chickering, 1968
- Dysderina globosa (Keyserling, 1877)
- Dysderina granulosa Simon & Fage, 1922
- Dysderina humphreyi Chickering, 1968
- Dysderina improvisa Chickering, 1968
- Dysderina insularum Roewer, 1963
- Dysderina intempina Chickering, 1968
- Dysderina keyserlingi Simon, 1907
- Dysderina machinator (Keyserling, 1881)
- Dysderina meridina Chickering, 1968
- Dysderina montana (Keyserling, 1883)
- Dysderina obtina Chickering, 1968
- Dysderina perarmata Fage & Simon, 1936
- Dysderina plena O. P.-Cambridge, 1894
- Dysderina potena Chickering, 1968
- Dysderina princeps Simon, 1891
- Dysderina principalis (Keyserling, 1881) *
- Dysderina propinqua (Keyserling, 1881)
- Dysderina purpurea Simon, 1893
- Dysderina recondita Chickering, 1951
- Dysderina rigida Chickering, 1968
- Dysderina rugosa Bristowe, 1938
- Dysderina scutata (O. P.-Cambridge, 1876)
- Dysderina seclusa Chickering, 1951
- Dysderina silvatica Chickering, 1951
- Dysderina similis (Keyserling, 1881)
- Dysderina simla Chickering, 1968
- Dysderina soltina Chickering, 1968
- Dysderina speculifera Simon, 1907
- Dysderina straba Fage, 1936
- Dysderina sublaevis Simon, 1907
- Dysderina termitophila Bristowe, 1938
- Dysderina watina Chickering, 1968
- Dysderina zinona Chickering, 1968

## Dysderoides
Dysderoides Fage, 1946
- Dysderoides micans (Simon, 1893)
- Dysderoides typhlos Fage, 1946 *

## Epectris
Epectris Simon, 1893
- Epectris aenobarbus Brignoli, 1978
- Epectris apicalis Simon, 1893 *
- Epectris conujaingensis Xu, 1986
- Epectris mollis Simon, 1907

## Escaphiella
Escaphiella Platnick & Dupérré, 2009
- Escaphiella acapulco Platnick & Dupérré, 2009
- Escaphiella aratau Platnick & Dupérré, 2009
- Escaphiella argentina (Birabén, 1954)
- Escaphiella bahia Platnick & Dupérré, 2009
- Escaphiella betin Platnick & Dupérré, 2009
- Escaphiella blumenau Platnick & Dupérré, 2009
- Escaphiella bolivar Platnick & Dupérré, 2009
- Escaphiella cachimbo Platnick & Dupérré, 2009
- Escaphiella catemaco Platnick & Dupérré, 2009
- Escaphiella chiapa Platnick & Dupérré, 2009
- Escaphiella cidades Platnick & Dupérré, 2009
- Escaphiella colima Platnick & Dupérré, 2009
- Escaphiella cristobal Platnick & Dupérré, 2009
- Escaphiella exlineae Platnick & Dupérré, 2009
- Escaphiella gertschi (Chickering, 1951)
- Escaphiella gigantea Platnick & Dupérré, 2009
- Escaphiella hespera (Chamberlin, 1924) *
- Escaphiella hesperoides Platnick & Dupérré, 2009
- Escaphiella iguala (Gertsch & Davis, 1942)
- Escaphiella isabela Platnick & Dupérré, 2009
- Escaphiella itys (Simon, 1893)
- Escaphiella litoris (Chamberlin, 1924)
- Escaphiella maculosa Platnick & Dupérré, 2009
- Escaphiella magna Platnick & Dupérré, 2009
- Escaphiella morro Platnick & Dupérré, 2009
- Escaphiella nayarit Platnick & Dupérré, 2009
- Escaphiella nye Platnick & Dupérré, 2009
- Escaphiella ocoa Platnick & Dupérré, 2009
- Escaphiella olivacea Platnick & Dupérré, 2009
- Escaphiella peckorum Platnick & Dupérré, 2009
- Escaphiella pocone Platnick & Dupérré, 2009
- Escaphiella ramirezi Platnick & Dupérré, 2009
- Escaphiella schmidti (Reimoser, 1939)
- Escaphiella tayrona Platnick & Dupérré, 2009
- Escaphiella tonila Platnick & Dupérré, 2009
- Escaphiella viquezi Platnick & Dupérré, 2009

## Farqua
Farqua Saaristo, 2001
- Farqua quadrimaculata Saaristo, 2001 *

## Ferchestina
Ferchestina Saaristo & Marusik, 2004
- Ferchestina storozhenkoi Saaristo & Marusik, 2004 *

## Gamasomorpha
Gamasomorpha Karsch, 1881
- Gamasomorpha anhuiensis Song & Xu, 1984
- Gamasomorpha arabica Simon, 1893
- Gamasomorpha austera Simon, 1898
- Gamasomorpha australis Hewitt, 1915
- Gamasomorpha barbifera Tong & Li, 2007
- Gamasomorpha bipeltis (Thorell, 1895)
- Gamasomorpha brasiliana Bristowe, 1938
- Gamasomorpha camelina Simon, 1893
- Gamasomorpha cataphracta Karsch, 1881 *
- Gamasomorpha clarki Hickman, 1950
- Gamasomorpha clypeolaria Simon, 1907
- Gamasomorpha comosa Tong & Li, 2009
- Gamasomorpha deksam Saaristo & van Harten, 2002
- Gamasomorpha gershomi Saaristo, 2007
- Gamasomorpha humicola Lawrence, 1947
- Gamasomorpha humilis Mello-Leitão, 1920
- Gamasomorpha inclusa (Thorell, 1887)
- Gamasomorpha insularis Simon, 1907
- Gamasomorpha jeanneli Fage, 1936
- Gamasomorpha kabulensis Roewer, 1960
- Gamasomorpha kraepelini Simon, 1905
- Gamasomorpha kusumii Komatsu, 1963
- Gamasomorpha lalana Suman, 1965
- Gamasomorpha linzhiensis Hu, 2001
- Gamasomorpha longisetosa Lawrence, 1952
- Gamasomorpha lutzi (Petrunkevitch, 1929)
- Gamasomorpha maschwitzi Wunderlich, 1995
- Gamasomorpha microps Simon, 1907
- Gamasomorpha minima Berland, 1942
- Gamasomorpha mornensis Benoit, 1979
- Gamasomorpha m-scripta Birabén, 1954
- Gamasomorpha nigrilineata Xu, 1986
- Gamasomorpha nigripalpis Simon, 1893
- Gamasomorpha nitida Simon, 1893
- Gamasomorpha parmata (Thorell, 1890)
- Gamasomorpha patquiana Birabén, 1954
- Gamasomorpha perplexa Bryant, 1942
- Gamasomorpha plana (Keyserling, 1883)
- Gamasomorpha platensis Birabén, 1954
- Gamasomorpha porcina Simon, 1909
- Gamasomorpha psyllodes Thorell, 1897
- Gamasomorpha puberula (Simon, 1893)
- Gamasomorpha pusilla Berland, 1914
- Gamasomorpha rufa Banks, 1898
- Gamasomorpha sculptilis Thorell, 1897
- Gamasomorpha semitecta Simon, 1907
- Gamasomorpha servula Simon, 1908
- Gamasomorpha seximpressa Simon, 1907
- Gamasomorpha silvestris (Simon, 1893)
- Gamasomorpha simplex (Simon, 1891)
- Gamasomorpha subclathrata Simon, 1907
- Gamasomorpha taprobanica Simon, 1893
- Gamasomorpha testudinella Berland, 1914
- Gamasomorpha tovarensis (Simon, 1893)
- Gamasomorpha vianai Birabén, 1954
- Gamasomorpha virgulata Tong & Li, 2009
- Gamasomorpha wasmanniae Mello-Leitão, 1939

## Grymeus
Grymeus Harvey, 1987
- Grymeus barbatus Harvey, 1987
- Grymeus robertsi Harvey, 1987 *
- Grymeus yanga Harvey, 1987

## Heteroonops
Heteroonops Dalmas, 1916
- Heteroonops andros Platnick & Dupérré, 2009
- Heteroonops castelloides Platnick & Dupérré, 2009
- Heteroonops castellus (Chickering, 1971)
- Heteroonops colombi Dumitrescu & Georgescu, 1983
- Heteroonops croix Platnick & Dupérré, 2009
- Heteroonops iviei Platnick & Dupérré, 2009
- Heteroonops macaque Platnick & Dupérré, 2009
- Heteroonops murphyorum Platnick & Dupérré, 2009
- Heteroonops saba Platnick & Dupérré, 2009
- Heteroonops singulus (Gertsch & Davis, 1942)
- Heteroonops spinigata Platnick & Dupérré, 2009
- Heteroonops spinimanus (Simon, 1891) *
- Heteroonops toro Platnick & Dupérré, 2009
- Heteroonops validus (Bryant, 1948)
- Heteroonops vega Platnick & Dupérré, 2009

## Hypnoonops
Hypnoonops Benoit, 1977
- Hypnoonops lejeunei Benoit, 1977 *

## Hytanis
Hytanis Simon, 1893
- Hytanis oblonga Simon, 1893 *

## Ischnothyrella
Ischnothyrella Saaristo, 2001
- Ischnothyrella jivani (Benoit, 1979) *

## Ischnothyreus
Ischnothyreus Simon, 1893
- Ischnothyreus aculeatus (Simon, 1893)
- Ischnothyreus bipartitus Simon, 1893
- Ischnothyreus browni Chickering, 1968
- Ischnothyreus campanaceus Tong & Li, 2008
- Ischnothyreus darwini Edward & Harvey, 2009
- Ischnothyreus deccanensis Tikader & Malhotra, 1974
- Ischnothyreus falcatus Tong & Li, 2008
- Ischnothyreus flagellichelis Xu, 1989
- Ischnothyreus hanae Tong & Li, 2008
- Ischnothyreus indressus Chickering, 1968
- Ischnothyreus khamis Saaristo & van Harten, 2006
- Ischnothyreus lanutoo Marples, 1955
- Ischnothyreus linzhiensis Hu, 2001
- Ischnothyreus lymphaseus Simon, 1893
- Ischnothyreus narutomii (Nakatsudi, 1942)
- Ischnothyreus pacificus Roewer, 1963
- Ischnothyreus peltifer (Simon, 1891) *
- Ischnothyreus qianlongae Tong & Li, 2008
- Ischnothyreus serpentinum Saaristo, 2001
- Ischnothyreus shillongensis Tikader, 1968
- Ischnothyreus subaculeatus Roewer, 1938
- Ischnothyreus velox Jackson, 1908
- Ischnothyreus vestigator Simon, 1893
- Ischnothyreus yueluensis Yin & Wang, 1984

## Kapitia
Kapitia Forster, 1956
- Kapitia obscura Forster, 1956 *

## Khamisia
Khamisia Saaristo & van Harten, 2006
- Khamisia banisad Saaristo & van Harten, 2006 *

## Kijabe
Kijabe Berland, 1914
- Kijabe ensifera Caporiacco, 1949
- Kijabe paradoxa Berland, 1914 *

## Lionneta
Lionneta Benoit, 1979
- Lionneta gerlachi Saaristo, 2001
- Lionneta mahensis Benoit, 1979
- Lionneta orophila (Benoit, 1979)
- Lionneta praslinensis Benoit, 1979
- Lionneta savyi (Benoit, 1979)
- Lionneta sechellensis Benoit, 1979 *
- Lionneta silhouettei Benoit, 1979
- Lionneta veli Saaristo, 2002

## Lisna
Lisna Saaristo, 2001
- Lisna trichinalis (Benoit, 1979) *

## Lucetia
Lucetia Dumitrescu & Georgescu, 1983
- Lucetia distincta Dumitrescu & Georgescu, 1983 *

## Marsupopaea
Marsupopaea Cooke, 1972
- Marsupopaea cupida (Keyserling, 1881)
- Marsupopaea sturmi Cooke, 1972 *

## Megabulbus
Megabulbus Saaristo, 2007
- Megabulbus sansan Saaristo, 2007 *

## Megaoonops
Megaoonops Saaristo, 2007
- Megaoonops avrona Saaristo, 2007 *

## Myrmopopaea
Myrmopopaea Reimoser, 1933
- Myrmopopaea jacobsoni Reimoser, 1933 *

## Neoxyphinus
Neoxyphinus Birabén, 1953
- Neoxyphinus ogloblini Birabén, 1953 *
- Neoxyphinus xyphinoides (Chamberlin & Ivie, 1942)

## Nephrochirus
Nephrochirus Simon, 1910
- Nephrochirus copulatus Simon, 1910 *

## Oonopinus
Oonopinus Simon, 1893
- Oonopinus angustatus (Simon, 1882) *
- Oonopinus argentinus Birabén, 1955
- Oonopinus aurantiacus Simon, 1893
- Oonopinus bistriatus Simon, 1907
- Oonopinus centralis Gertsch, 1941
- Oonopinus corneus Tong & Li, 2008
- Oonopinus ionicus Brignoli, 1979
- Oonopinus kilikus Suman, 1965
- Oonopinus modestus Chickering, 1951
- Oonopinus oceanicus Marples, 1955
- Oonopinus pilulus Suman, 1965
- Oonopinus pretiosus Bryant, 1942
- Oonopinus pruvotae Berland, 1929

## Oonopoides
Oonopoides Bryant, 1940
- Oonopoides bolivari Dumitrescu & Georgescu, 1987
- Oonopoides cavernicola Dumitrescu & Georgescu, 1983
- Oonopoides habanensis Dumitrescu & Georgescu, 1983
- Oonopoides humboldti Dumitrescu & Georgescu, 1983
- Oonopoides maxillaris Bryant, 1940 *
- Oonopoides orghidani Dumitrescu & Georgescu, 1983
- Oonopoides pilosus Dumitrescu & Georgescu, 1983
- Oonopoides singularis Dumitrescu & Georgescu, 1983
- Oonopoides zullinii Brignoli, 1974

## Oonops
Oonops Templeton, 1835
- Oonops acanthopus Simon, 1907
- Oonops alticola Berland, 1914
- Oonops amacus Chickering, 1970
- Oonops amoenus Dalmas, 1916
- Oonops anoxus Chickering, 1970
- Oonops aristelus Chickering, 1972
- Oonops balanus Chickering, 1971
- Oonops caecus Benoit, 1975
- Oonops chickeringi Brignoli, 1974
- Oonops chilapensis Chamberlin & Ivie, 1936
- Oonops citrinus Berland, 1914
- Oonops cubanus Dumitrescu & Georgescu, 1983
- Oonops cuervus Gertsch & Davis, 1942
- Oonops domesticus Dalmas, 1916
- Oonops donaldi Chickering, 1951
- Oonops ebenecus Chickering, 1972
- Oonops endicus Chickering, 1971
- Oonops erinaceus Benoit, 1977
- Oonops figuratus Simon, 1891
- Oonops floridanus (Chamberlin & Ivie, 1935)
- Oonops furtivus Gertsch, 1936
- Oonops gertschi Chickering, 1971
- Oonops globimanus Simon, 1891
- Oonops hasselti Strand, 1906
- Oonops itascus Chickering, 1970
- Oonops leai Rainbow, 1920
- Oonops leitaoni Bristowe, 1938
- Oonops longespinosus Denis, 1937
- Oonops longipes Berland, 1914
- Oonops loxoscelinus Simon, 1893
- Oonops lubricus Dalmas, 1916
- Oonops mahnerti Brignoli, 1974
- Oonops mckenziei Gertsch, 1977
- Oonops minutus Dumitrescu & Georgescu, 1983
- Oonops mitchelli Gertsch, 1977
- Oonops nigromaculatus Mello-Leitão, 1944
- Oonops oblucus Chickering, 1972
- Oonops olitor Simon, 1910
- Oonops ornatus Chickering, 1970
- Oonops pallidulus (Chickering, 1951)
- Oonops persitus Chickering, 1970
- Oonops petulans Gertsch & Davis, 1942
- Oonops placidus Dalmas, 1916
  - Oonops placidus corsicus Dalmas, 1916
- Oonops procerus Simon, 1882
- Oonops propinquus Dumitrescu & Georgescu, 1983
- Oonops puebla Gertsch & Davis, 1942
- Oonops pulcher Templeton, 1835 *
  - Oonops pulcher hispanicus Dalmas, 1916
- Oonops pulicarius Simon, 1891
- Oonops reddelli Gertsch, 1977
- Oonops reticulatus Petrunkevitch, 1925
- Oonops ronoxus Chickering, 1971
- Oonops rowlandi Gertsch, 1977
- Oonops sativus Chickering, 1970
- Oonops secretus Gertsch, 1936
- Oonops sicorius Chickering, 1970
- Oonops sonora Gertsch & Davis, 1942
- Oonops stylifer Gertsch, 1936
- Oonops tectulus Chickering, 1970
- Oonops tenebus Chickering, 1970
- Oonops tolucanus Gertsch & Davis, 1942
- Oonops trapellus Chickering, 1970
- Oonops triangulipes Karsch, 1881
- Oonops tubulatus Dalmas, 1916
- Oonops tucumanus Simon, 1907
- Oonops vestus Chickering, 1970
- Oonops viridans Bryant, 1942
- Oonops zeteki Chickering, 1951

## Opopaea
Opopaea Simon, 1891
- Opopaea alje Saaristo & Marusik, 2008
- Opopaea ambigua Simon, 1893
- Opopaea banksi (Hickman, 1950)
- Opopaea batanguena Barrion & Litsinger, 1995
- Opopaea berlandi (Simon & Fage, 1922)
- Opopaea botswana Saaristo & Marusik, 2008
- Opopaea calona Chickering, 1969
- Opopaea concolor (Blackwall, 1859)
- Opopaea cornuta Yin & Wang, 1984
- Opopaea deserticola Simon, 1891 *
- Opopaea ectognophus Harvey & Edward, 2007
- Opopaea euphorbicola Strand, 1909
- Opopaea floridana (Banks, 1896)
- Opopaea fosuma Burger, 2002
- Opopaea foveolata Roewer, 1963
- Opopaea gabon Saaristo & Marusik, 2008
- Opopaea gaborone Saaristo & Marusik, 2008
- Opopaea gibbifera Tong & Li, 2008
- Opopaea hoplites (Berland, 1914)
- Opopaea ita Ott, 2003
- Opopaea kulczynskii (Berland, 1914)
- Opopaea lingua Saaristo, 2007
- Opopaea margaritae (Denis, 1947)
- Opopaea mattica Simon, 1893
- Opopaea media Song & Xu, 1984
- Opopaea meditata Gertsch & Davis, 1936
- Opopaea nibasa Saaristo & van Harten, 2006
- Opopaea phineus Harvey & Edward, 2007
- Opopaea plumula Yin & Wang, 1984
- Opopaea probosciella Saaristo, 2001
- Opopaea punctata (O. P.-Cambridge, 1872)
- Opopaea sallami Saaristo & van Harten, 2006
- Opopaea sanaa Saaristo & van Harten, 2006
- Opopaea santschii Brignoli, 1974
- Opopaea sauteri Brignoli, 1974
- Opopaea sedata Gertsch & Mulaik, 1940
- Opopaea shanasi Saaristo, 2007
- Opopaea silhouettei (Benoit, 1979)
- Opopaea simoni (Berland, 1914)
- Opopaea speciosa (Lawrence, 1952)
- Opopaea spinosa Saaristo & van Harten, 2006
- Opopaea sponsa Brignoli, 1978
- Opopaea sudan Saaristo & Marusik, 2008
- Opopaea suspecta Saaristo, 2002
- Opopaea syarakui (Komatsu, 1967)
- Opopaea viamao Ott, 2003

## Orchestina
Orchestina Simon, 1882
- Orchestina aerumnae Brignoli, 1978
- Orchestina algerica Dalmas, 1916
- Orchestina arabica Dalmas, 1916
- Orchestina bedu Saaristo & van Harten, 2002
- Orchestina cincta Simon, 1893
- Orchestina codalmasi Wunderlich, 2008
- Orchestina dalmasi Denis, 1956
- Orchestina dentifera Simon, 1893
- Orchestina dubia O. P.-Cambridge, 1911
- Orchestina ebriola Brignoli, 1972
- Orchestina elegans Simon, 1893
- Orchestina flagella Saaristo & van Harten, 2006
- Orchestina flava Ono, 2005
- Orchestina foa Saaristo & van Harten, 2002
- Orchestina furcillata Wunderlich, 2008
- Orchestina hammamali Saaristo & van Harten, 2006
- Orchestina justini Saaristo, 2001
- Orchestina lahj Saaristo & van Harten, 2006
- Orchestina launcestoniensis Hickman, 1932
- Orchestina longipes Dalmas, 1922
- Orchestina manicata Simon, 1893
- Orchestina maureen Saaristo, 2001
- Orchestina minutissima Denis, 1937
- Orchestina mirabilis Saaristo & van Harten, 2006
- Orchestina moaba Chamberlin & Ivie, 1935
- Orchestina nadleri Chickering, 1969
- Orchestina obscura Chamberlin & Ivie, 1942
- Orchestina okitsui Oi, 1958
- Orchestina paupercula Dalmas, 1916
- Orchestina pavesii (Simon, 1873) *
- Orchestina pavesiiformis Saaristo, 2007
- Orchestina pilifera Dalmas, 1916
- Orchestina saltabunda Simon, 1893
- Orchestina saltitans Banks, 1894
- Orchestina sanguinea Oi, 1955
- Orchestina sechellorum Benoit, 1979
- Orchestina sedotmikha Saaristo, 2007
- Orchestina setosa Dalmas, 1916
- Orchestina simoni Dalmas, 1916
- Orchestina sinensis Xu, 1987
- Orchestina striata Simon, 1909
- Orchestina thoracica Xu, 1987
- Orchestina tubifera Simon, 1893
- Orchestina utahana Chamberlin & Ivie, 1935
- Orchestina vainuia Marples, 1955

## Ovobulbus
Ovobulbus Saaristo, 2007
- Ovobulbus boker Saaristo, 2007 *
- Ovobulbus bokerella Saaristo, 2007
- Ovobulbus elot Saaristo, 2007

## Patri
Patri Saaristo, 2001
- Patri david (Benoit, 1979) *

## Pelicinus
Pelicinus Simon, 1891
- Pelicinus mahei (Benoit, 1979)
- Pelicinus marmoratus Simon, 1891 *
- Pelicinus saaristoi Ott & Harvey, 2008

## Pescennina
Pescennina Simon, 1903
- Pescennina epularis Simon, 1903 *

## Plectoptilus
Plectoptilus Simon, 1905
- Plectoptilus myops Simon, 1905 *

## Prida
Prida Saaristo, 2001
- Prida sechellensis (Benoit, 1979) *

## Prodysderina
Prodysderina Dumitrescu & Georgescu, 1987
- Prodysderina armata (Simon, 1891)
- Prodysderina spinigera (Simon, 1891)

## Pseudoscaphiella
Pseudoscaphiella Simon, 1907
- Pseudoscaphiella parasita Simon, 1907 *

## Pseudotriaeris
Pseudotriaeris Brignoli, 1974
- Pseudotriaeris karschi (Bösenberg & Strand, 1906) *

## Scaphiella
Scaphiella Simon, 1891
- Scaphiella agocena Chickering, 1968
- Scaphiella barroana Gertsch, 1941
- Scaphiella bordoni Dumitrescu & Georgescu, 1987
- Scaphiella bryantae Dumitrescu & Georgescu, 1983
- Scaphiella curlena Chickering, 1968
- Scaphiella cymbalaria Simon, 1891 *
- Scaphiella kalunda Chickering, 1968
- Scaphiella maculata Birabén, 1955
- Scaphiella scutiventris Simon, 1893
- Scaphiella septella Chickering, 1968
- Scaphiella simla Chickering, 1968
- Scaphiella ula Suman, 1965
- Scaphiella weberi Chickering, 1968
- Scaphiella williamsi Gertsch, 1941

## Semibulbus
Semibulbus Saaristo, 2007
- Semibulbus zekharya Saaristo, 2007 *

## Silhouettella
Silhouettella Benoit, 1979
- Silhouettella assumptia Saaristo, 2001
- Silhouettella betalfa Saaristo, 2007
- Silhouettella curieusei Benoit, 1979 *
- Silhouettella loricatula (Roewer, 1942)
- Silhouettella tomer Saaristo, 2007
- Silhouettella usgutra Saaristo & van Harten, 2002

## Simonoonops
Simonoonops Harvey, 2002
- Simonoonops orghidani (Dumitrescu & Georgescu, 1987) *

## Socotroonops
Socotroonops Saaristo & van Harten, 2002
- Socotroonops socotra Saaristo & van Harten, 2002 *

## Spinestis
Spinestis Saaristo & Marusik, 2009
- Spinestis nikita Saaristo & Marusik, 2009 *

## Stenoonops
Stenoonops Simon, 1891
- Stenoonops cletus Chickering, 1969
- Stenoonops dimotus Chickering, 1969
- Stenoonops econotus Chickering, 1969
- Stenoonops egenulus Simon, 1893
- Stenoonops halatus Chickering, 1969
- Stenoonops hoffi Chickering, 1969
- Stenoonops insolitus Chickering, 1969
- Stenoonops lucradus Chickering, 1969
- Stenoonops macabus Chickering, 1969
- Stenoonops minutus Chamberlin & Ivie, 1935
- Stenoonops nitens Bryant, 1942
- Stenoonops noctucus Chickering, 1969
- Stenoonops opisthornatus Benoit, 1979
- Stenoonops padiscus Chickering, 1969
- Stenoonops petrunkevitchi Chickering, 1951
- Stenoonops phonetus Chickering, 1969
- Stenoonops portoricensis Petrunkevitch, 1929
- Stenoonops reductus (Bryant, 1942)
- Stenoonops scabriculus Simon, 1891 *

## Sulsula
Sulsula Simon, 1882
- Sulsula parvimana (Simon, 1910)
- Sulsula pauper (O. P.-Cambridge, 1876) *

## Tapinesthis
Tapinesthis Simon, 1914
- Tapinesthis inermis (Simon, 1882) *

## Telchius
Telchius Simon, 1893
- Telchius barbarus Simon, 1893 *
- Telchius maculosus Denis, 1952
- Telchius transvaalicus Simon, 1907

## Termitoonops
Termitoonops Benoit, 1964
- Termitoonops apicarquieri Benoit, 1975
- Termitoonops bouilloni Benoit, 1964 *
- Termitoonops faini Benoit, 1964
- Termitoonops furculitermitis Benoit, 1975
- Termitoonops spinosissimus Benoit, 1964

## Triaeris
Triaeris Simon, 1891
- Triaeris barela Gajbe, 2004
- Triaeris berlandi Lawrence, 1952
- Triaeris bodanus Chickering, 1968
- Triaeris equestris Simon, 1907
- Triaeris glenniei Fage, 1946
- Triaeris khashiensis Tikader, 1966
- Triaeris lacandona Brignoli, 1974
- Triaeris lepus Suman, 1965
- Triaeris macrophthalmus Berland, 1914
  - Triaeris macrophthalmus cryptops Berland, 1914
  - Triaeris macrophthalmus medius Berland, 1914
- Triaeris manii Tikader & Malhotra, 1974
- Triaeris melghaticus Bastawade, 2005
- Triaeris nagarensis Tikader & Malhotra, 1974
- Triaeris nagpurensis Tikader & Malhotra, 1974
- Triaeris poonaensis Tikader & Malhotra, 1974
- Triaeris pusillus (Bryant, 1942)
- Triaeris stenaspis Simon, 1891 *

## Trilacuna
Trilacuna Tong & Li, 2007
- Trilacuna angularis Tong & Li, 2007
- Trilacuna rastrum Tong & Li, 2007 *

## Unicorn
Unicorn Platnick & Brescovit, 1995
- Unicorn argentina (Mello-Leitão, 1940)
- Unicorn catleyi Platnick & Brescovit, 1995 *
- Unicorn chacabuco Platnick & Brescovit, 1995
- Unicorn huanaco Platnick & Brescovit, 1995
- Unicorn socos Platnick & Brescovit, 1995
- Unicorn toconao Platnick & Brescovit, 1995

## Wanops
Wanops Chamberlin & Ivie, 1938
- Wanops coecus Chamberlin & Ivie, 1938 *

## Xestaspis
Xestaspis Simon, 1884
- Xestaspis linnaei Ott & Harvey, 2008
- Xestaspis loricata (L. Koch, 1873) *
- Xestaspis nitida Simon, 1884
- Xestaspis parumpunctata Simon, 1893
- Xestaspis recurva Strand, 1906
- Xestaspis reimoseri Fage, 1938
- Xestaspis rostrata Tong & Li, 2009
- Xestaspis sertata Simon, 1907
- Xestaspis sis Saaristo & van Harten, 2006
- Xestaspis sublaevis Simon, 1893
- Xestaspis tumidula Simon, 1893
- Xestaspis yemeni Saaristo & van Harten, 2006

## Xiombarg
Xiombarg Brignoli, 1979
- Xiombarg plaumanni Brignoli, 1979 *

## Xyccarph
Xyccarph Brignoli, 1978
- Xyccarph migrans Höfer & Brescovit, 1996
- Xyccarph myops Brignoli, 1978 *
- Xyccarph tenuis (Vellard, 1924)
- Xyccarph wellingtoni Höfer & Brescovit, 1996

## Xyphinus
Xyphinus Simon, 1893
- Xyphinus abanghamidi Deeleman-Reinhold, 1987
- Xyphinus gibber Deeleman-Reinhold, 1987
- Xyphinus hystrix Simon, 1893 *
- Xyphinus lemniscatus Deeleman-Reinhold, 1987
- Xyphinus montanus Deeleman-Reinhold, 1987
- Xyphinus xanthus Deeleman-Reinhold, 1987
- Xyphinus xelo Deeleman-Reinhold, 1987

## Yumates
Yumates Chamberlin, 1924
- Yumates angela Chamberlin, 1924
- Yumates nesophila Chamberlin, 1924 *

## Zyngoonops
Zyngoonops Benoit, 1977
- Zyngoonops clandestinus Benoit, 1977 *